# Lidia Kopania
Lidia Kopania-Przebindowska (* 12. května 1978 Koluszki) je polská zpěvačka. Vešla ve známost působením v hamburské formaci Kind Of Blue a reprezentací Polska na Eurovision Song Contest 2009 v Moskvě, kde s písní „I Don't Wanna Leave“ obsadila 12. místo ve druhém semifinále. Lidia je oceňována pro svůj čtyřoktávový hlasový rozsah.

## Kariéra

### 2003–2004: Nová členka Kind Of Blue
V roce 2003 se s úspěchem zúčastnila castingu, při němž byla vybrána novou členkou německé skupiny Kind Of Blue. Ke konci roku 2004 následně její hlas zazněl na albu „Beating The Morning Rush“. Současně vystoupila v televizním pořadu The John Lennon Talent Award. Její formace byla během působení oceněna v periodiku Bild jako jeden z nejlepších popových interpretů.

### 2005–2008: Pocałuj mnie, Intuicja a Przed Świtem
V Polsku debutovala v roce 2005 se singlem „Pocałuj mnie“, s nímž se zúčastnila soutěže Premiera. O rok později vydala debutové sólové album Intuicja a zvítězila na festivalu TOPtrenty 2006 komerční televize Polsat.
V roce 2007 se poprvé zúčastnila národního kola do Eurovize s písní „It Must Be Love“.
Druhé album Przed Świtem vydala v červnu 2008.

### Eurovision Song Contest 2009
Koncem roku 2008 vystoupila v národním kole do Eurovize s baladou „I Don't Wanna Leave“. V diváckém hlasování zvítězila a u odborné poroty získala druhé místo. V květnu reprezentovala Polsko na Eurovision Song Contest 2009 v Moskvě. 14. května se jí nepodařilo postoupit z druhého semifinále, se ziskem 43 bodů skončila na 12. místě.

## Diskografie

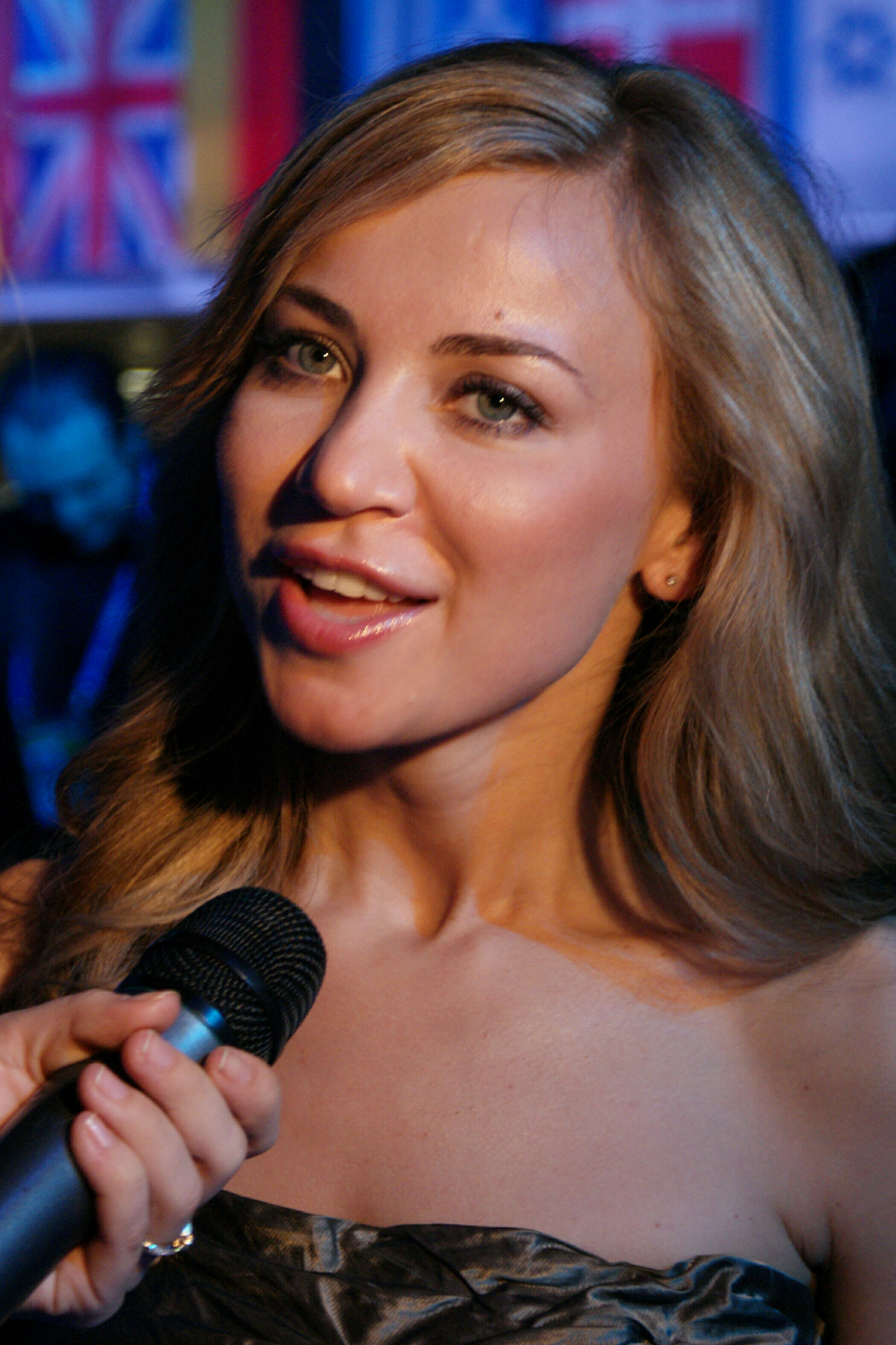
Lidia Kopania

### Alba
- 2006: Intuicja
- 2008: Przed świtem

### Singly
- 1998: „Niezwykły dar“
- 2006: „Sleep“
- 2006: „Hold On“
- 2007: „Twe milczenie nie jest złotem“
- 2008: „Tamta Łza“
- 2008: „Rozmawiać z tobą chce“
- 2009: „I Don't Wanna Leave“
- 2013: „Hold My Breath And Wait“
- 2020: „W Pomiedzy“
- 2020: „Faith Cannot Be Broken“
- 2021: „Remedy“
- 2021: „Push The Boundaries“
- 2021: „Scars Are Beautiful“
- 2022: „Why Does It Hurt“
- 2023: „Power of Devotion“